# サイバーコム (仙台市)
サイバーコム株式会社は、神奈川県横浜市中区に本社を、宮城県仙台市青葉区に本店を置く、ソフトウェアなどを開発・販売する企業でシステムインテグレーター（独立系）。富士ソフト株式会社の子会社。

## 沿革
- 1978年12月 - 宮城県泉市（現:仙台市泉区）において、ソフトウェア受託開発等を目的として、『株式会社ソフトウェア企画』を設立。
- 1997年1月 - 「富士ソフトエービーシー株式会社」（現:富士ソフト株式会社）の子会社となる。
- 2002年3月 - 「（旧）サイバーコム株式会社（横浜市）」「ボスシステム株式会社（新潟市）」、「有明システム株式会社（熊本市）」を吸収合併し、現社名に変更。
- 2007年6月 - ジャスダックに上場。
- 2015年2月 - 東京証券取引所第二部に市場変更。
- 2016年4月 - 東京証券取引所第一部に指定替え。
- 2020年7月 - 東京オフィスを開設[4]。
- 2023年12月 - 親会社の富士ソフトが株式公開買付けにより持株比率を92.72%とする[5]。
- 2024年
  - 2月8日 - 東京証券取引所スタンダード市場上場廃止。
  - 2月13日 - 株式売渡請求により富士ソフトの完全子会社となる[6]。

## 事業所
- 本店（仙台オフィス）- 宮城県仙台市青葉区
- 横浜本社オフィス - 神奈川県横浜市中区
- 東京オフィス - 東京都台東区
- 新潟オフィス - 新潟県新潟市中央区
- 名古屋オフィス - 愛知県名古屋市中区
- 刈谷オフィス - 愛知県刈谷市
- 福岡オフィス - 福岡県福岡市博多区

（2024年1月1日現在）